# Uperoleia arenicola
Az Uperoleia arenicola a kétéltűek (Amphibia) osztályának békák (Anura) rendjébe, a Myobatrachidae családba, azon belül az Uperoleia nembe tartozó faj.

## Előfordulása
Ausztrália endemikus faja. Az Északi terület északnyugati részén, az arnhem-földi hegyvonulat nyugati szegélyén található kis területről ismert. Elterjedési területének mérete nagyjából 7300 km².

## Megjelenése
Apró termetű békafaj, testhossza elérheti a 2,5 cm-t. Háta sötétbarna vagy homokszínű, sötétbarna foltokkal tarkított. A szájszéltől a karjaiig néha vékony, halványbarna vagy halványrózsaszín csík húzódik. Hasa szürke, fehér pöttyökkel, a hímek torka sötétbarna. A pupilla kerek, és az írisz arany- vagy rézszínű. Ujjai között nincs úszóhártya, ujjai végén nincsenek korongok. A paratoid mirigyek nagy méretűek és néha halvány barnássárgák.

## Életmódja
Nyáron, az esős évszakban szaporodik. A petékről nincs feljegyzés, de valószínűleg hasonlóak más Uperoleia-fajokéhoz, és a nőstények az árterek sekély medencéibe és vízelvezető árkaiba helyezik őket. Az ebihalak akár 4 cm hosszúak is lehetnek, barna színűek. Gyakran a víztestek alján maradnak, nincs feljegyzés arról, hogy mennyi idő alatt fejlődnek békává.

## Természetvédelmi helyzete
A vörös lista a nem fenyegetett fajok között tartja nyilván. Populációja stabil, több természetvédelmi területen is megtalálható.